# منتخب ليتوانيا لهوكي الحقل للرجال
منتخب ليتوانيا لهوكي الحقل للرجال (بالليتوانية: Lietuvos vyrų žolės riedulio rinktinė)‏ هو ممثل ليتوانيا الرسمي في المنافسات الدولية في هوكي الحقل
.